# Caja Arequipa
Caja Arequipa es una caja de ahorros peruana con sede en la ciudad de Arequipa. Proporciona servicios a empresarios del sector PYME y a emprendedores.

## Historia
Caja Arequipa fue constituida como una asociación sin fines de lucro el 15 de julio de 1985 por Resolución Municipal N° 1529, al amparo del Decreto Ley N° 23039. Su accionista fue la Municipalidad Provincial de Arequipa.
El 23 de enero de 1986 se autorizo su funcionamiento por Resolución de la Superintendencia de Banca y Seguros N° 042-86. Caja Arequipa inició sus operaciones el 10 de marzo de 1986.
El 19 de septiembre de 2024, la Superintendencia de Banca, Seguros y AFP (SBS) anunció la intervención de la Financiera Credinka por pérdida de capital y un deterioro acelerado de su solvencia. Por esta razón, la SBS convocó a un concurso por invitación entre empresas financieras para transferir los activos y pasivos de la institución. El 20 de septiembre la SBS anunció que Caja Arequipa ha sido elegida ganadora del concurso para asumir la cartera de activos (créditos) y pasivos (depósitos) de la Financiera Credinka. En ese sentido, se concretó la absorción de Credinka por parte de Caja Arequipa, por lo cual los depositantes de la financiera intervenida pasaron a ser ahora clientes de la caja municipal.

## Sucursales regionales
Caja Arequipa cuenta con agencias y cajeros en los siguientes departamentos del Perú:
- Áncash
- Apurímac
- Arequipa
- Ayacucho
- Callao
- Cajamarca
- Cusco
- Huánuco
- Huancavelica
- Ica
- Junín
- La Libertad
- Lambayeque
- Lima
- Loreto
- Madre de Dios
- Moquegua
- Pasco
- Piura
- Puno
- San Martín
- Tacna
- Tumbes
- Ucayali